# Kinderfreibetrag
Het Kinderfreibetrag (kindervrijstelling) is een belastingvrijstelling voor ouders in Duitsland. Het Kinderfreibetrag is een bedrag dat ouders van hun belastbare inkomen mogen aftrekken.
Het Finanzamt (Duitse belastingdienst) onderzoekt in het kader van de inkomensbelasting, per belastingplichtige, of de aftrek van “Kinderfreibeträge” in de inkomstenbelasting gunstiger is dan de kinderbijslag voor de belastingplichtige (Günstigerprüfung; onderzoek naar het hoogste belastingvoordeel). Als dat het geval is, dan wordt de belastingplichtige het meerdere uitbetaald. In het omgekeerde geval blijft het bij de kinderbijslag.
Bij ouders met een hoog belastinginkomen is de aftrek van de kindervrijstelling (Kinderfreibetrag) voordeliger dan de kinderbijslag; bij ouders met een laag belastinginkomen is de kinderbijslag voordeliger.
Bij de berekening van de Solidaritätszuschlag (solidariteitstoeslag) en Kirchensteuer (kerkbelasting) wordt de kindervrijstelling in ieder geval in mindering gebracht.
Van het Kinderfreibetrag mag gebruikt worden wanneer iemand een kind heeft jonger dan 18 jaar. Recht op deze aftrekpost bestaat ook wanneer het kind ouder is dan 18 jaar, maar jonger dan 25 jaar en nog een studie of opleiding volgt. Bij kinderen van 25 jaar of ouder bestaat alleen recht op het Kinderfreibetrag indien het kind door een handicap niet voor zichzelf kan zorgen.

Belastingvoordeel door kindervrijstellingen in vergelijking tot het Kindergeld (stand 2016)

## Hoogte Kinderfreibeträge
| Jaar          | Vrijstelling per kind (voor ouders) | Opvoedings- vrijstelling (per ouder) | Kinder- vrijstelling (per ouder) | Bestaans- minimum | Bronnen     |
| ------------- | ----------------------------------- | ------------------------------------ | -------------------------------- | ----------------- | ----------- |
| 1983 t/m 1985 | 432 DM                              |                                      |                                  |                   |             |
| 1986 t/m 1989 | 2.484 DM                            |                                      |                                  |                   |             |
| 1990 t/m 1991 | 3.024 DM                            |                                      |                                  |                   |             |
| 1992 t/m 1995 | 4.104 DM                            |                                      |                                  |                   |             |
| 1996          | 6.264 DM                            |                                      |                                  |                   |             |
| 1997 t/m 1999 | € 3.534 (6.912 DM)                  |                                      |                                  |                   |             |
| 2000 t/m 2001 | € 5.080 (9.936 DM)                  | € 0 774                              |                                  |                   |             |
| 2002 t/m 2007 | € 5.808                             | € 1.080                              | € 1.824                          |                   |             |
| 2008          | € 5.808                             | € 1.080                              | € 1.824                          | € 3.648           | [ 1 ]       |
| 2009          | € 6.024                             | € 1.080                              | € 1.932                          | € 3.864           | [ 2 ]       |
| 2010 t/m 2013 | € 7.008                             | € 1.320                              | € 2.184                          |                   |             |
| 2014          | € 7.008                             | € 1.320                              | € 2.184                          | € 4.400           | [ 3 ]       |
| 2015          | € 7.152                             | € 1.320                              | € 2.256                          | € 4.512           | [ 4 ] [ 5 ] |
| 2016          | € 7.248                             | € 1.320                              | € 2.304                          | € 4.608           | [ 4 ] [ 5 ] |
| 2017          | € 7.356                             | € 1.320                              | € 2.358                          | € 4.716           |             |
| 2018          | € 7.428                             | € 1.320                              | € 2.394                          | € 4.788           |             |
| 2019          | € 7.620                             | € 1.320                              | € 2.490                          | € 4.896           | [ 6 ]       |
| 2020          | € 7.812                             | € 1.320                              | € 2.586                          | € 5.004           | [ 6 ]       |

1. ↑  vanaf 2002: verzorging- en opvoedings- of opleidingsbehoefte (Betreuungs- und Erziehungs- oder Ausbildungsbedarf)

In Duitsland heeft elke ouder in de regel recht op een Kinderfreibetrag en een Erziehungsfreibetrag (opvoedingsvrijstelling) voor elk kind, waarmee rekening moet worden gehouden bij de berekening van de inkomstenbelasting overeenkomstig artikel 32, lid 6, EStG (Duitse wet op de inkomstenbelasting). De overdracht van de vrijstellingen aan een andere ouder, een stiefouder of grootouder is mogelijk met toestemming (bijlage K) en onder bepaalde voorwaarden zonder toestemming, bijvoorbeeld als een ouder niet aan zijn onderhoudsverplichtingen voldoet, geen kosten voor kinderverzorging voor zijn rekening neemt of slechts in onbeduidende mate voor het kind zorgt. Een ouder komt zijn onderhoudsplicht niet na, wanneer hij/zij niet minstens 75 procent van de aan hem/haar toebedeelde onderhoudsplicht ook daadwerkelijk vervuld (§ 32 Abs. 6, S. 6 EStG). In het geval van evenredige verplichtingen in verband met alimentatie voor kinderen van wettelijke leeftijd, moet ten minste 75 procent van het aan de respectievelijke ouder toe te rekenen aandeel worden betaald om het recht op het recht op Kinderfreibetrag niet te verliezen. Kinderfreibeträge vertegenwoordigen nog geen kinderuitkering. De belastingvrijstelling voor het bestaansminimum voor kinderen implementeert alleen een basisbeginsel van belastingrechtvaardigheid, dat bijvoorbeeld ook voor volwassenen in aanmerking wordt genomen door het verloop van het belastingtarief. De vrijstellingen zijn gebaseerd op de vereisten van de bestaansminimumrapporten van de federale overheid. Nadat een belastingadviseur een rechtszaak had aangespannen, twijfelde de financiële rechtbank van Nedersaksen in december 2016 dat de kindervrijstelling grondwettelijk zou zijn en verwees hij de procedure naar het federale constitutionele hof.
Een aanspraak op de kindervrijstelling bestaat vanaf de geboortemaand van het kind, zolang er ook recht is op Kindergeld.

## Kinderfreibetrag en Kindergeld
De tegemoetkoming in de onderhoudskosten van een kind wordt in Duitsland in eerste lijn door het Kindergeld bewerkstelligd. Het Finanzamt (Duitse belastingdienst) onderzoekt in het kader van de inkomensbelasting per belastingplichtige, of de aftrek van “Kinderfreibeträge” in de inkomstenbelasting gunstiger is dan de kinderbijslag (Günstigerprüfung; onderzoek naar het hoogste belastingvoordeel). Als dat het geval is, dan wordt de belastingplichtige het meerdere uitbetaald. In het omgekeerde geval blijft het bij de kinderbijslag. Het Kinderfreibetrag levert een belastingvoordeel op t.o.v. het Kindergeld bij een inkomen van ongeveer € 64.000 bij ouders die belast worden volgens de Splittingtabelle (splitsingstabel; geldt voor echtgenoten). Bij ouders die belast worden volgens de Grundtabelle (basistabel) ligt de grens bij ongeveer € 33.800 (zie bovenstaande grafiek, stand 2016). Boven de grenzen wordt het ontvangen Kindergeld verrekend met het belastingvoordeel.
Sinds 2004 wordt enkel het Duitse Kindergeld verrekend met het Kinderfreibetrag, sinds 2007 worden echter ook mogelijke buitenlandse tegemoetkomingen voor kinderen verrekend met het Kinderfreibetrag.
Dit samenspel van Kindergeld en Kinderfreibetrag geldt alleen voor de inkomstenbelasting. Bij de berekening van de Solidaritätszuschlag en de Kirchensteuer worden altijd de Kinderfreibeträge in mindering gebracht, ongeacht het ontvangen Kindergeld.

### Voorbeelden
- Echtpaar met 1 kind:

```
Belastbaar inkomen 
€ 40.000
 → belasting (tarief 2020) € 4.692
[
8
]

./. 1 Kinderfreibetrag € 7.812
= belastbaar inkomen 
€ 32.188
 → belasting (tarief 2020) € 2.704
= belastingvoordeel uit 1 Kinderfreibetrag € 1.988
Verrekening 1 Kindergeldaandeel € 2.448
Het Kindgeld is € 460 hoger dan het belastingvoordeel.
```

- Alleenstaande met onderhoudsplicht voor 1 kind:

```
Belastbaar inkomen 
€ 40.000
 → belasting (tarief 2020) € 8.452
[
8
]

./. 1/2 Kinderfreibetrag € 3.906
= belastbaar inkomen 
€ 36.094
 → belasting (tarief 2020) € 7.126
= belastingvoordeel uit 1/2 Kinderfreibetrag € 1.326
Verrekening 1/2 Kindergeldaandeel € 1.224
Het belastingvoordeel is € 102 hoger dan het Kindergeldaandeel.
```

## Loonbelastingaftrek en kinderen
Bij het bepalen van de loonbelasting (in tegenstelling tot de inkomstenbelasting) wordt geen rekening gehouden met de Kinderfreibeträge en Erziehungsfreibeträge. Bij het bepalen van de solidariteitstoeslag en de kerkbelasting wordt wel rekening gehouden met de Kinderfreibeträge en Erziehungsfreibeträge. Hiervoor wordt het aantal Kinderfreibeträge bij de loonbelastingaftrekkenmerken opgeslagen.
Voor kinderen van ouders die niet met elkaar getrouwd zijn, wordt regelmatig 0,5 als Kinderfreibetrag aantal ingevoerd. Teller 1 wordt ingevuld als de andere ouder niet voor minimaal 75 procent van zijn onderhoudsverplichtingen voldoet. Bovendien wordt de teller 1 ingevuld in het geval van gehuwde echtgenoten en in het binnenland (Duitsland) niet constant gescheiden wonenden echtgenoten, bij de echtgenoten met belastingklasse III ingeschreven, terwijl bij de echtgenoten met belastingklasse V geen rekening wordt gehouden met kinderen. Bij belastingklasse IV ontvangen beide ouders per kind 1,0 Kinderfreibetrag.
Hiervan afwijkend kan een kind van één ouder alleen bij het Kinderfreibetragaantal, de teller 1 invullen zonder bijzondere controle, als de andere ouder is overleden of zijn woon- of verblijfplaats niet vast te stellen is of de vader van het kind niet officieel vast te stellen is. Hetzelfde geldt als van de andere ouder niet wordt verwacht dat hij het hele kalenderjaar onbeperkt inkomstenbelasting moet betalen of als een kind slechts door één ouder wordt geaccepteerd.
Bovendien kan voor een ouder voor een kind in plaats van de kinderbijslagteller 0,5, rekening worden gehouden met teller 1 als deze ouder kan aantonen dat aan de voorwaarden voor een overplaatsing is voldaan en het onwaarschijnlijk is dat deze verandert. Er wordt rekening gehouden met kinderen tot 18 jaar die aan het begin van het jaar in Duitsland wonen en dus onbeperkt belastingplichtig zijn. Als een kind niet bij de ouders met een woning is ingeschreven, moeten zij voor dat kind dat niet ouder is dan drie jaar een levensbewijs aan de gemeente overleggen. Op verzoek van een ouder wordt een dergelijk attest uitgereikt door de gemeente waar het kind met woning is ingeschreven. Bij de aanvraag moeten passende documenten worden gevoegd waaruit de relatie blijkt. Op verzoek worden studerende kinderen die ouder dan 18 jaar zijn ook in aanmerking genomen.

## Rechthebbende

### Wonen in Nederland, werken in Duitsland
Als beide ouders in Nederland wonen en in Duitsland onbeperkt belastingplichtig zijn (meer dan 90% van het wereldinkomen in Duitsland verdienen), hebben zij beide recht op de Duitse kindervrijstelling.
Indien een van beide ouders in Duitsland onbeperkt belastingplichtig is (meer dan 90% van het wereldinkomen in Duitsland verdient) en de andere ouder in Nederland belastingplichtig is, dan heeft de in Duitsland belastingplichtige ouder recht op de Duitse kindervrijstelling.

### Wonen in Duitsland, werken in Nederland
Als beide ouders in Duitsland wonen en in Nederland als buitenlands belastingplichtige worden aangemerkt (meer dan 90% van het wereldinkomen in Nederland verdienen), hebben zij geen recht op de Duitse kindervrijstelling.

#### Eén ouder is werkzaam in Nederland & de andere ouder werkt in Duitsland
Indien een van beide ouders in Duitsland belastingplichtig is (werkt) en de andere ouder in Nederland als buitenlands belastingplichtige wordt aangemerkt (meer dan 90% van het wereldinkomen in Nederland verdient), heeft de in Duitsland belastingplichtige ouder recht op de Duitse kindervrijstelling.